# Idylla na wsi
Idylla na wsi (ang. Sunnyside) − amerykański film niemy z 1919 roku, w reżyserii Charliego Chaplina.

## Obsada
- Edna Purviance – wiejska piękność
- Charlie Chaplin – pomocnik na farmie
- Tom Wilson – szef
- Henry Bergman – ojciec Edny
- Loyal Underwood – ojciec grubaska
- Tom Wood – grubasek
- Helen Kohn – nimfa
- Olive Burton – nimfa
- Willie Mae Carson – nimfa
- Olive Ann Alcorn  – nimfa